# Сейкред-Харт (тауншип, Миннесота)
Сейкред-Харт (англ. Sacred Heart) — тауншип в округе Ренвилл, Миннесота, США. На 2000 год его население составило 277 человек.

## География
По данным Бюро переписи населения США площадь тауншипа составляет 133,4 км², из которых 133,4 км² занимает суша, а 0,1 км² — вода (0,06 %).

## Демография
По данным переписи населения 2000 года здесь находились 277 человек, 104 домохозяйства и 76 семей.  Плотность населения —  2,1 чел./км².  На территории тауншипа расположено 122 постройки со средней плотностью 0,9 построек на один квадратный километр. Расовый состав населения: 99,28 % белых, 0,72 % — других рас США. Испанцы или латиноамериканцы любой расы составляли 2,53 % от популяции тауншипа.
Из 104 домохозяйств в 35,6 % воспитывались дети до 18 лет, в 71,2 % проживали супружеские пары, в 1,9 % проживали незамужние женщины и в 26,0 % домохозяйств проживали несемейные люди. 22,1 % домохозяйств состояли из одного человека, при том 10,6 % из — одиноких пожилых людей старше 65 лет. Средний размер домохозяйства — 2,66, а семьи — 3,17 человека.
29,2 % населения — младше 18 лет, 5,1 % — в возрасте от 18 до 24 лет, 30,3 % — от 25 до 44, 22,0 % — от 45 до 64, и 13,4 % — старше 65 лет. Средний возраст — 36 лет. На каждые 100 женщин приходилось 114,7 мужчин.  На каждые 100 женщин старше 18 приходилось 113,0 мужчин.
Средний годовой доход домохозяйства составлял 44 375 долларов, а средний годовой доход семьи —  49 375 долларов. Средний доход мужчин —  30 250  долларов, в то время как у женщин — 18 750. Доход на душу населения составил 16 963 доллара. За чертой бедности находились 9,2 % семей и 12,1 % всего населения тауншипа, из которых 14,0 % младше 18 и 6,4 % старше 65 лет.